# Alpaida guimaraes
Alpaida guimaraes là một loài nhện trong họ Araneidae.
Loài này thuộc chi Alpaida. Alpaida guimaraes được Herbert Walter Levi miêu tả năm 1988.